# Pink Martini
A Pink Martini egy amerikai zenekar, amelyet 1994-ben Thomas Lauderdale zongoraművész alapított Portlandben, Oregon államban.

## Történet

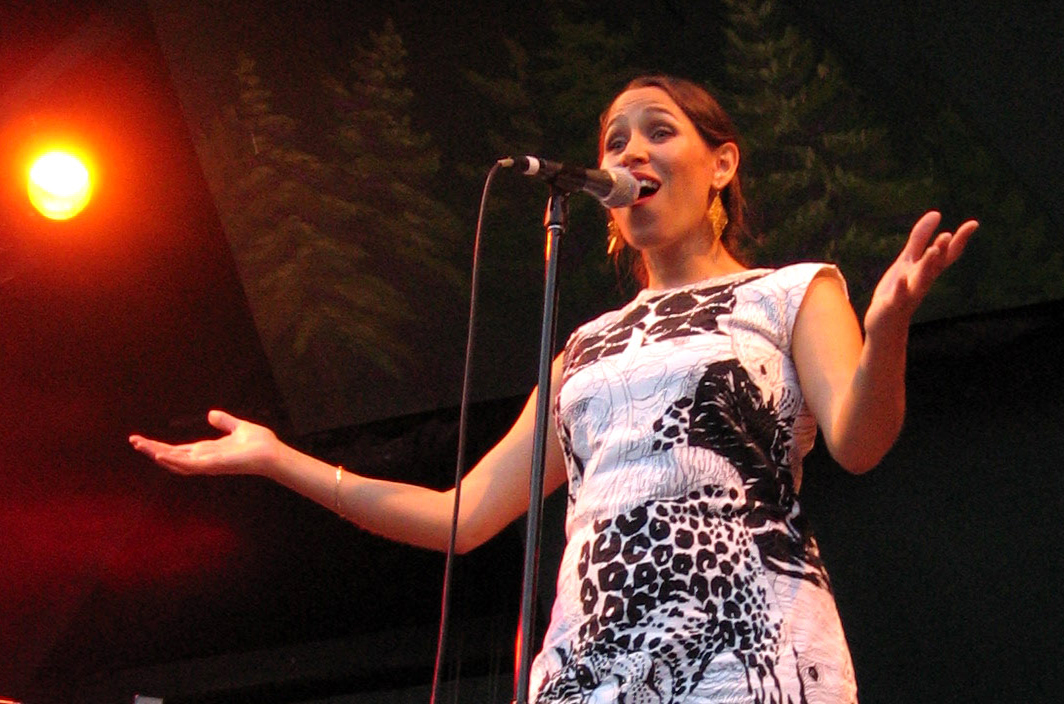
China Forbes

Klasszikus-, dzsessz-, és popzenei műfajokat ötvöző zenekar a Pink Martini együttes.
A világ szinte minden tájáról eredeztethető zenei elemekből táplálkozó együttest Thomas Lauderdale alapította. Aztán csatlakozott hozzá harvardi iskolstársa, China Forbes. Közösen kezdtek dalokat írni. Már az első slágerük nagy siker lett (Je ne veux pas travailler).
A Pink Martini számait a tucatnyi zenész több mint 25 nyelven adja elő. A világ legnagyobb zenei színpadjain lépnek fel szimfonikus zenekarokkal, Európában, Ázsiában, Görögországban, Törökországban, a Közel-Keleten, Észak-Afrikában, Ausztráliában, Új-Zélandon, Észak- és Dél-Amerikában.
A Pink Martini Európában az 1997-es Cannes-i Filmfesztiválon mutatkozott be. Első nagyzenekari fellépésük 1998-ban volt az Oregoni Szimfonikusokkal. Azóta a zenekar több mint hetven zenekarral lépett fel, egyebek mellett a BBC Koncert Zenekarral a Royal Albert Hallban is.

## Tagok
- China Forbes (ének)
- Storm Large
- Thomas Lauderdale
- Robert Taylor
- Gavin Bondy
- Achilles Liarmakopoulos
- Dan Faehnle
- Phil Baker
- Nicholas Crosa
- Timothy Nishimoto
- Brian Lavern Davis
- Miguel Bernal
- Reinhardt Melz
- Antonis Andreou
- Pansy Chang
- Maureen Love
- Kyle Mustain
- Mihail Iossifov
- Dimitar Karamfilov
- Andrew Borger
- Jimmie Herrod
- Edna Vazquez
- William Seiji Marsh

## Albumok
- 1997: Sympathique
- 2004: Hang on Little Tomato
- 2007: Hey Eugene!
- 2009: Splendor in the Grass
- 2010: Joy to the World
- 2011: Ichikyuu Rokukyuu (Pink Martini együttes és Saori Yuki japán énekesnő közös stúdióalbuma)
- 2013: Get Happy
- 2016: Je dis oui!
- 2018: Sympathique − 20th Anniversary Edition
- 2018: Non Ouais! − The French Songs of Pink Martini
  - A Heinz Records független lemezkiadó készíti zenekar albumait és a RED Distribution forgalmazza. A Heinz Records a China Forbes, a Storm Large és a The von Trapps kiadója is.

## Díjak
- 2022: Montreal Jazz Festival: Ella Fitzgerald Award (China Forbes)

## Filmek
- Pink Martini az IMDb-n